# Bernard Berisha
Bernard Berisha est un footballeur international kosovar né le 24 octobre 1991 à Peć. Il évolue au poste de milieu de terrain à l'Akhmat Grozny.

## Biographie

### En club
En juillet 2015, il inscrit deux buts lors des tours préliminaires de la Ligue des champions, face au club nord-irlandais du Crusaders FC.
Par la suite, lors de la saison 2015-2016, il participe à la phase de groupe de la Ligue Europa avec le club du Skënderbeu Korçë. Le Skënderbeu Korçë enregistre une seule victoire, face au Sporting Portugal, le 5 novembre 2015.

### En équipe nationale
Il joue son premier match en équipe du Kosovo le 10 octobre 2015, en amical contre la Guinée équatoriale (victoire 2-0 à Pristina).
Par la suite, il joue sept matchs rentrant dans le cadre des éliminatoires du mondial 2018, où le Kosovo enregistre six défaites et un nul.

## Palmarès
Avec le Skënderbeu Korçë
- Champion d'Albanie en 2015
- Vainqueur de la Supercoupe d'Albanie en 2014